# Himmelsk glädje kan du äga
Himmelsk glädje kan du äga är en sång från 1899 med text av J. Edward Ruark. Musiken är komponerad av William J. Kirkpatrick.

## Publicerad i
- Frälsningsarméns sångbok 1929 som nr 264 under rubriken "Jubel, erfarenhet och vittnesbörd".
- Musik till Frälsningsarméns sångbok 1930 som nr 264.
- Frälsningsarméns sångbok 1968 som nr 292 under rubriken "Det Kristna Livet - Jubel och tacksägelse".
- Frälsningsarméns sångbok 1990 som nr 491 under rubriken "Lovsång, tillbedjan och tacksägelse".